# 酒井ゆきえ
酒井 ゆきえ（さかい ゆきえ、本名:酒井 幸江〈読み同じ〉、1954年〈昭和29年〉7月24日 - ）は、日本のフリーアナウンサー、タレント、女優。一般社団法人日本国際文化協会理事。
血液型はA型。エフロード（フルハウスグループ）所属。

## 来歴・人物
東京都世田谷区梅丘出身。区立山崎小学校、山崎中学校、東京都立明正高校、山脇学園短期大学英文科卒業。
幼稚園の時、銀行員だった父親の転勤で3年ほど帯広で暮らした。高校卒業後は共学の4年制大学に行きたかったが、母親の希望で山脇短大へ進学。学校推薦で大正海上火災（のちの三井海上）に入社が内定していたが、就職前にちゃんとした日本語を身につけたかったことと、東山千栄子にあこがれていたことから、きれいな日本語を話す仕事に就きたかった思いもあって、フジテレビのアナウンサー試験を受けたら、あっさり合格してしまった。
『ママとあそぼう!ピンポンパン』の司会（3代目おねえさん、1975年 - 1979年）を4年間務めた。当時、フジテレビの女性アナウンサーは契約制であり、番組担当終了後に退社しフリーに転身する。

## エピソード
- 酒井を『ママとあそぼう!ピンポンパン』の3代目おねえさんに抜擢したのは、当時同番組のプロデューサーだった横澤彪だという[4]。
- フジテレビ退社後は女優業に挑戦し、『銭形平次』などにも出演した。
- 1982年3月31日放送のフジテレビ『ママとあそぼう!ピンポンパン』最終回に、『ママとあそぼう!ピンポンパン』の歴代のおねえさん（2代目：石毛恭子、3代目：酒井ゆきえ、4代目：大野かおり）として出演した（初代の渡辺直子は、VTR出演）。
- 若い頃の大友克洋が酒井ゆきえの大ファンであり、1976年に『酒井さんちのユキエちゃん』（「別冊漫画アクション」7月16日）という題名の作品を発表している。

## 出演歴
報道・情報・教育・教養番組（フリー後も含めて）
| 期間          | 期間          | 番組名                                              | 役職                                                | 備考 |
| ------------- | ------------- | --------------------------------------------------- | --------------------------------------------------- | --- |
| 1975年4月7日  | 1979年3月31日 | ママとあそぼう!ピンポンパン（フジテレビ）           | 3代目おねえさん                                     | 同局入社6日目から出演、番組降板と同時に退社しフリーに転身                                                      |
| 1976年10月5日 | 1976年10月5日 | 小川宏ショー（フジテレビ）                          | ゲスト出演                                          | 『ママとあそぼう!ピンポンパン』放送10周年を記念して、3代おねえさん（渡辺直子・石毛恭子・酒井ゆきえ）として出演 |
| 1982年3月31日 | 1982年3月31日 | ママとあそぼう!ピンポンパン【最終回】（フジテレビ） | 歴代のおねえさん（3代目おねえさん）としてゲスト出演 | |
| 1994年2月16日 | 1994年2月16日 | どうーなってるの?!（フジテレビ）                    | 『夕食ばんざい』ゲスト出演                          | 『ヤマイモのすいとん鍋』を紹介                                                                                 |
| 1995年1月7日  | 2005年3月26日 | ウェークアップ!（読売テレビ）                       | 司会                                                | |
| 1997年4月     | 2000年3月     | オモシロ学問人生（NHK大阪放送局制作）               | キャスター                                          | |

バラエティ・クイズ関連・トーク関連・特別番組（フリー後も含めて）
- わんぱくチビッコ大集合!（フジテレビ、1976年 - 1978年、毎年12月31日） - 初回のみ三波伸介と共に司会。1977年・1978年は出演者。
- ズバリ!当てましょう（フジテレビ、1980年 - 1982年）
- クイズ決定版!ウルトラドボン（フジテレビ、1979年 - 1980年） - プロ野球中継の雨傘番組として不定期放送。高島忠夫と共に司会を担当。
- スーパージャンボクイズ'80（フジテレビ、1980年5月13日） - 『火曜ワイドスペシャル』枠で放送。桂三枝（現：六代目文枝）と共に司会を担当。また箱根での予選ブロックのレポーターや、映像クイズのレポーターも担当。
- 欽也のそっくりベスト10（TBS、1981年1月 - 9月） - 愛川欽也と共に司会を担当。
- クイズウルトラドボン（フジテレビ、1981年） - 不定期放送で、みのもんたと共に司会を担当。『なるほど!ザ・ワールド』の前身。
- クイズ地球まるかじり→食キングクイズ!地球まるかじり（テレビ東京、1983年 - 1994年）
- 女と男 聞けば聞くほど…（TBS、1987年 - 1996年）
- ざこば・鶴瓶らくごのご（朝日放送、1992年 - 1998年）
- 年忘れにっぽんの歌（テレビ東京）
- 笑っていいとも!（フジテレビ、1991年2月25日） - 桂文珍の紹介で「テレフォンショッキング」にゲストとして初出演。前田武彦に電話を繋いだ[5]。
- ザッツお台場エンターテイメント!『第5夜・主題歌の38年 ナイナイの歌う新社屋』（1997年4月4日）『ママとあそぼう!ピンポンパン』の3代目おねえさんとして出演。
- いつみても波瀾万丈（日本テレビ、2002年6月9日） - ゲストとして出演。

### テレビドラマ
- 銭形平次 第666話「やがて青空」 - 712話「娘金貸し繁盛記」（フジテレビ、1979年 - 1980年） - お町 役
- 電子戦隊デンジマン（テレビ朝日、1980年） - 松尾千恵子 役
- ある日突然?!スパゲティ・ママの青春白書（テレビ朝日、1980年）
- 北の国から（フジテレビ、1981年）第20話
- ある晴れた日に（テレビ朝日、1982年）
- 暴れ九庵（関西テレビ、1984年）
- パパはニュースキャスター 第5話 （TBS、1987年）
- 他人の関係（NHK総合テレビ、1989年）
- ひとりでできるもん!（2000年4月 - 2002年3月、NHK教育テレビ） - マダム・すととん 役

### ラジオ
- 芸能ダイヤル（NHKラジオ第1）
- こんばんはラジオセンター 火曜ポップス131 （NHKラジオ第1、1985年 - 1989年） - 旗照夫と共同でパーソナリティ
- 荒川強啓のはなきんワイド（TBSラジオ、1983年4月15日 - 1985年4月5日） - アシスタント
- 森末慎二の土曜は満点!（TBSラジオ）
- 酒井ゆきえのハートのプラネタリウム（TBSラジオ） - メインパーソナリティ
- 夜はこれから（TBSラジオ）

### 映画
- 対馬丸 —さようなら沖繩—（1982年） - 糸数弘子 役（声の出演）[6]

### CM・広告
- 松下電器
- 富士写真フイルム
- 味の素「スパイス10」
- カルビー「おさつスナック」
- 花王「フロリア」（柔軟剤）
- P&G 「ボーナス2000」（液状洗濯洗剤）
- 日本軽金属「どんびえ」
- 家庭教師のトライ
- JT
- アース製薬「セボン」「レックリン」
- ワコール「グラッピー」イメージキャラクター（2014年 - 2017年）

## 著書

### 単著
- 『大切な人とうまくいく63のレッスン ～人見知りの私がつかんだコミュニケーションの方法～』（大和出版、2001年）

### 共編
- 笑福亭鶴瓶共編、TBS編『女と男 聞けば聞くほど…』（ロングセラーズ、1988年）

## ディスコグラフィー

### シングル
- チュンパラ・ブギ/ピンポンパンだよ!ピン（1975年5月25日、コロムビア SCS-259）
- ピンポンパンだよ!ピン/チュンパラ・ブギ（1975年6月、キャニオン CX-29）
- 海のだいかぞく/ピンポンパンおうえん歌（1975年8月25日、コロムビア SCS-266）
- 海の大家族/ピンポンパンおうえん歌（1975年9月、キャニオン CX-32）
- そばかすつけた女の子/パジャママンのうた（1975年12月25日、コロムビア SCS-280）
- そばかすつけた女の子/パジャママンのうた（1975年12月、キャニオン CX-33）
- たんぽぽの風船/へそくり音頭（1976年4月、キャニオン CX-34）
- たんぽぽの風船/へそくり音頭（1976年4月28日、コロムビア SCS-299）
- あたふたバンバン/風がふけば風がふく（1976年6月、キャニオン CX-35）
- あたふたバンバン/風がふけば風がふく（1976年7月10日、コロムビア SCS-303）
- ぼくとドラねこ/あの子の心はボクのもの（1976年8月、キャニオン CX-36）
- ぼくとドラねこ/あの子の心はボクのもの（1976年8月1日、コロムビア SCS-310）
- 火の玉ロック/あつまりましたよッ!ピンポンパン/シャンプーマン（1976年12月、キャニオン CX-37）
- 火の玉ロック/あつまりましたよッ!ピンポンパン/シャンプーマン（1976年12月10日、コロムビア SCS-328）
- レッツゴーともだち/イヤイヤマン（1977年4月、キャニオン CX-39）
- レッツゴーともだち/イヤイヤマン（1977年4月25日、コロムビア SCS-352）
- アメリカ生まれの日本の子/グッド・モーニング（1977年6月、キャニオン CX-40）
- アメリカ生まれの日本の子/グッド・モーニング（1977年6月25日、コロムビア SCS-361）
- おはようさんさんピンポンパン/ピッピ・ビューティ（1977年9月、キャニオン CX-42）
- おはようさんさんピンポンパン/ピッピ・ビューティ（1977年9月25日、コロムビア SCS-386）
- あの字/やっぱり僕は僕なんだ（1978年1月25日、キャニオン CX-44）
- あの字/やっぱり僕は僕なんだ（1978年1月25日、コロムビア SCS-397）
- キュルルピア/おやすみなさいはいちどだけ（1978年5月25日、キャニオン CX-47）
- キュルルピア/おやすみなさいはいちどだけ（1978年5月25日、コロムビア SCS-420）
- ジージョの夢うらら/ジージョのはつこい（1978年6月、キャニオン CX-48）
- ジージョの夢うらら/ジージョのはつこい（1978年6月25日、コロムビア SCS-422）
- すてきな感情/花火のうた（1978年7月、キャニオン CX-49）
- 花火のうた/すてきな感情（1978年7月25日、コロムビア SCS-427）
- ミクロの探検隊/屋根にのぼれば（1978年11月、キャニオン CX-50）
- ミクロの探検隊/屋根にのぼれば（1978年11月1日、コロムビア SCS-443）

### コンパクト盤
- ピンポンパンだよ!ピン/チュンパラ・ブギ/海のだいかぞく/ピンポンパンおうえん歌（1975年12月、コロムビア CH-19）
- あたふたバンバン/風がふけば風がふく/たんぽぽの風船/へそくり音頭（1976年9月、コロムビア CH-31）
- うちのお父さん/カータンのパックン・ソング1/ジャストンピン／帽子をかぶった男の子/あたふたバンバン（1977年2月、コロムビア CH-35）
- あたふたバンバン/へそくり音頭/チュンパラ・ブギ/ピンポンパンおうえん歌（1977年4月、キャニオン DE-1）
- レッツゴーともだち/そばかすつけた女の子/たんぽぽの風船/海の大家族（1977年5月、キャニオン DE-2）
- イヤイヤマン/ぼくとドラねこ/こぐまのテディ/火の玉ロック（1977年6月、キャニオン DE-3）
- アメリカ生まれの日本の子/GOOD MORNING/レッツゴーともだち/イヤイヤマン（1977年8月、コロムビア CH-54）
- おはようさんさんピンポンパン/ピッピ・ビューティ/あの字/やっぱり僕は僕なんだ（1978年5月、コロムビア CH-65）
- キュルルピア/ジージョの夢うらら/イエロー・サブマリン/黒猫のタンゴ（1978年7月、キャニオン DE-4）
- キュルルピア/ジージョの夢うらら/イエロー・サブマリン/黒猫のタンゴ（1978年7月、コロムビア CH-72）

### アルバム
- チュンパラ・ブギ そばかすつけた女の子（1975年12月、キャニオン E-1024）
- チュンパラ・ブギ そばかすつけた女の子（1975年12月、コロムビア CW-7048）
- あつまりましたよッ!ピンポンパン（1976年11月、キャニオン AT-4001）
- あつまりましたよッ!ピンポンパン（1976年11月、コロムビア CW-7104）
- みんなでうたおう!ピンポンパン童謡パレード（1977年4月、キャニオン AT-4005）
- みんなでうたおう!ピンポンパン童謡パレード（1977年4月、コロムビア CW-7132）
- ピンポンパンヒットアルバム（1977年10月、コロムビア CW-7164）
- うたえばともだちピンポンパン!（1977年11月、キャニオン AT-4009）
- うたえばともだちピンポンパン（1977年11月、コロムビア CW-7169）
- ピンポンパンベストベストアルバム（1978年1月、キャニオン AZ-4001〜4002）
- ピンポンパンベストベストアルバム16選（1978年4月、コロムビア CW-7179）
- 歌声はずんでピンポンパン!（1978年11月、キャニオン C18G0001C）
- 歌声はずんでピンポンパン（1978年11月、コロムビア CS-7081）
- 酒井ゆきえベストアルバム（1979年1月、キャニオン C18G0005）
- 酒井ゆきえベストヒット曲集（1979年3月、コロムビア CS-7092）

### CD
- ママとあそぼう!ピンポンパン ベスト・コレクション（2008年12月17日、ポニーキャニオン PCCS.00060）
- ママとあそぼう！ピンポンパン　ビッグ・マンモス SONG COLLECTION（2019年6月19日、日本コロムビア COCX-40873）

- ママとあそぼう！ピンポンパン　SONG COLLECTION　酒井ゆきえ イヤーズ(1975～1978)（2019年9月18日、日本コロムビア COCX-40952）

### DVD
- ママとあそぼう!ピンポンパン DVD-BOX（2013年5月5日、ポニーキャニオン PCBC-52188）